# Різоль Микола Іванович
Мико́ла Іва́нович Різо́ль (* 19 грудня 1919, Катеринослав, нині Дніпро) — пом. 17 березня 2007, Київ) — видатний український баяніст, педагог, композитор, художній керівник квартету баяністів Київської філармонії.  Народний артист Української РСР (1982), професор Національної музичної академії України ім. П. І. Чайковського.

## Життєпис
Микола Іванович Різоль народився в місті Катеринослав в робітничій родині. У складі Червоноармійського ансамблю пісні і танцю пройшов шляхами Великої Вітчизняної війни 1941—1945 років.
1939 року разом із сестрами Раїсою і Марією Білецькими та Іваном Журомським Різоль заснував Квартет баяністів, який в первісному складі проіснував понад 50 років, піднявши ансамблеве народно-інструментальне мистецтво до найвищого професійного взірцевого рівня.
З 1948 року Різоль викладач Київської державної консерваторії (із 1973 професор). За багато десятиліть педагогічної діяльності в Київській консерваторії ім. П. І. Чайковського, професор Микола Іванович Різоль виховав понад 100 музикантів-баяністів. Серед його учнів — 5 народних артистів України, 6 заслужених артистів України, 7 заслужених діячів мистецтв України, 15 заслужених працівників культури України, серед яких народні артисти України — В.Бесфамільнов, С.Грінченко, В.Самофалов; заслужений діяч мистецтв України В.Рунчак.
З метою підвищення виконавської техніки М. І. Різоль розробив «Принципи застосування п'ятипальцевой аплікатури на баяні» (М.: «Сов.композитор», 1977); також він є автором збірки «Нариси про роботу в ансамблі баяністів» (М.: «Сов.композитор», 1986). М. І. Різолю належать концерт для баяна з оркестром, численні п'єси та обробки народних пісень для баяна. Микола Іванович здійснив численні перекладення класичної та сучасної музики для квартету баяністів, створивши яскравий, самобутній репертуар.
Його обробки українських народних пісень, танців, мелодій народів світу стали для баяністів багатьох поколінь улюбленими. Їх виконують музиканти всіх рівнів навчання, вони увійшли до «золотого» фонду народно-інструментального мистецтва.
Микола Іванович Різоль — ціла епоха в цьому жанрі. Справу Миколи Івановича продовжують його духовні учні та онуки — Квартет баяністів імені Миколи Різоля Національної філармонії України.

## Родина
Дружина — баяністка Раїса Григорівна Білецька, учасниця Квартету баяністів Миколи Різоля, заслужена артистка УРСР.
Донька Людмила (1947) — піаністка.
Син Юрій (1957) — директор ансамблю «Веселі музики», заслужений артист України.

## Вшанування пам'яті
На 46 чергової сесії Дніпровської міської ради VIII скликання 31.01.2024 згідно рішення №78/46 вул. Маршала Судця перейменовано у вул. Миколи Різоля  

## Офіційний сайт
Квартет баяністів імені М. І. Різоля Національної філармонії України